# René Maire

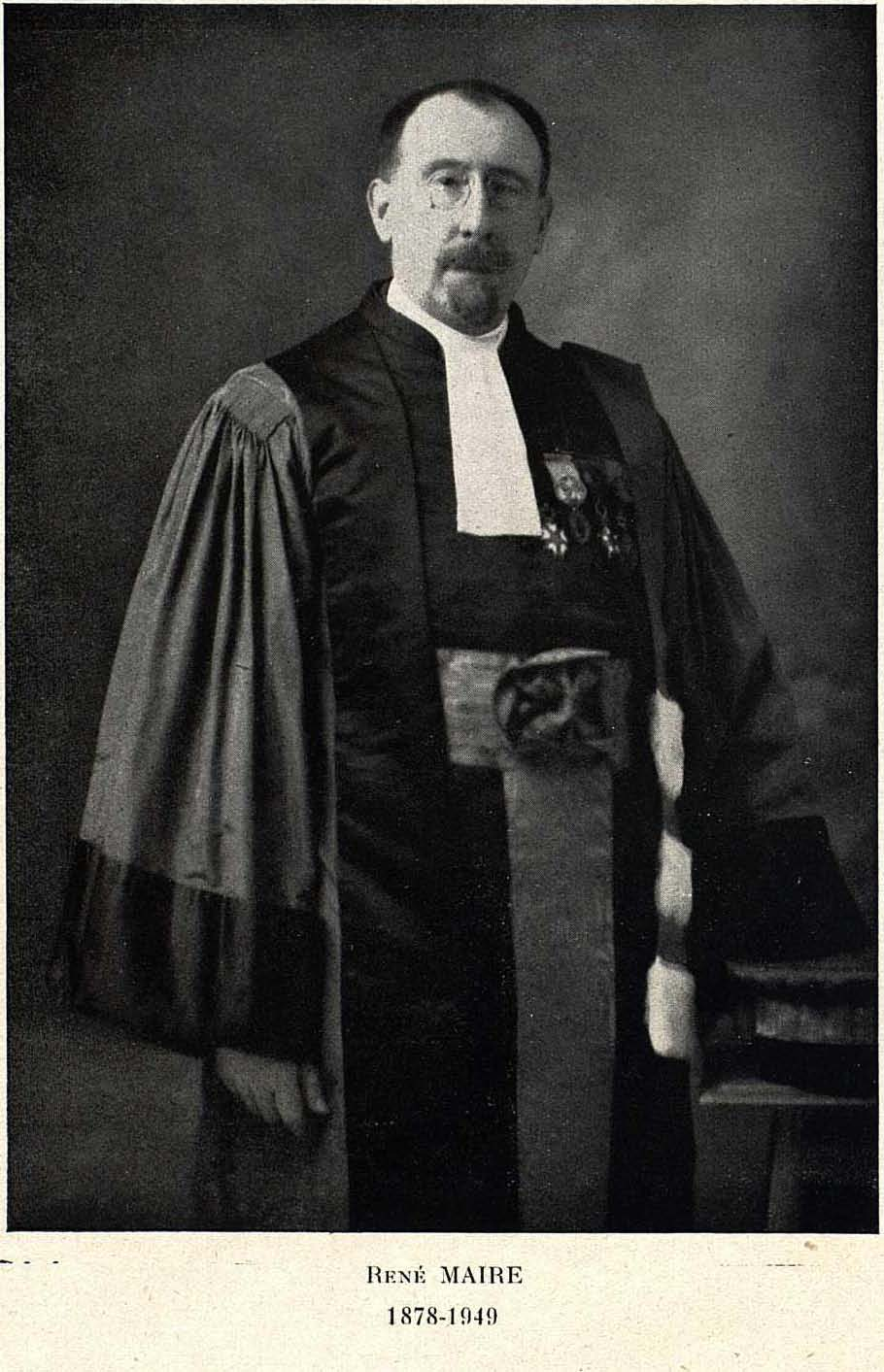
René Maire

René Charles Joseph Ernest Maire (* 29. Mai 1878 in Lons-le-Saunier; † 24. November 1949 in Algier) war ein französischer Botaniker und Mykologe. Sein Hauptwerk war Flore de l'Afrique du Nord in 16 Bänden, welches 1953 postum veröffentlicht wurde. Er sammelte für das Herbarium des Botanischen Garten Meise Pflanzen in Algerien, Marokko, Frankreich und Mali.
Sein botanisch-mykologisches Autorenkürzel lautet „Maire“.

## Leben
Seine botanische Karriere begann früh, als er mit 18 Jahren eine Arbeit zur Flora des Haute-Saône verfasste, welche im Muséum d'histoire naturelle de Gray ausgestellt wird. Er sammelte zwischen 1902 und 1904 für Studien Pflanzenmaterial in Algerien und Marokko. Nachdem er 1905 seinen Doktortitel erhalten hatte, arbeitete er ab 1911 als Professor in Botanik an der naturwissenschaftlichen Fakultät in Algiers, wo er sich auf die Phytopathologie spezialisierte. Er wurde durch die marokkanischen Behörden mit botanischen Studien betraut und war für Studien in der Sahara verantwortlich. Er war Mitglied in verschiedenen Institutionen, zum Beispiel der Société mycologique de France und der Société d'histoire naturelle de la Moselle mit Sitz in Metz, welcher er zum Beginn 1897 seiner Karriere beitrat. Er war Autor vieler Veröffentlichungen, insbesondere wichtiger Arbeiten zur Flora Nordafrikas zwischen 1918 und 1931. Er beendete seine Karriere als Rektor der Universität Algier. Sein Opus magnum war The Flora of North Africa, ein 16-bändiges Werk, welches 1953 nach seinem Tode veröffentlicht wurde.

## Benannte Arten
Folgende Arten wurden von Maire erstbeschrieben oder neu zugeordnet:
- Amanita codinae (Maire) Singer
- Argyrocytisus battandieri (Maire) Raynaud
- Campanula monodiana Maire
- Gymnopilus sapineus (Fr.) Maire
- Hygrophoropsis aurantiaca (Wulfen: Fr.) Maire
- Hygrophorus reai Maire
- Hypomyces vuilleminianus Maire
- Laccaria bicolor (Maire) P.D. Orton
- Lentinellus vulpinus (Fr.) Maire & Kühner
- Psathyrella candolleana (Fr.) Maire
- Psathyrella hydrophila <(Fr.) Maire
- Xeromphalina campanella (Bataille: Fr.) Maire & Kühner

Er beschrieb auch als erstes die Familie der Kremplingsverwandten (Paxillaceae) und bemerkte die Verwandtschaft zu den Dickröhrlingen (Boletus) im Jahre 1902 auf Grundlage von anatomischen Ähnlichkeiten. Dies wurde viele Jahre später anhand von molekularen Studien bestätigt mit einer Festsetzung der Gattungen Paxillus und Gyrodon an die Basis der Klade, die auch die Mitglieder der Gattung Boletus enthält.

## Vermächtnis
Die Académie des sciences, deren Mitglied er seit 1923 war, verlieh Maire 1903 den Prix Montagne. Mehrere Pilzarten wurden ihm zu Ehren benannt, unter anderem Russula mairei, Amanita mairei aus Ägypten, Clitocybe mairei, Conocybe mairei, Clavicorona mairei, Cortinarius mairei, Galerina mairei, Hemimycena mairei und Lactarius mairei. Auch verschiedene Pflanzenarten, etwa Festuca mairei wurden nach ihm benannt. Auch die Gattung Mairetis I.M.Johnst. aus der Familie der Raublattgewächse (Boraginaceae) trägt seinen Namen.